# Planeta DeAgostini
Planeta DeAgostini és una editorial espanyola amb central a Barcelona fundada l'any 1985 que forma part del Grupo Planeta. Planeta de Agostini està centrada en l'edició de col·leccionables, productes interactius (enciclopèdies, cursos multimèdia...) i còmics (amb el seu nom o segells com Comics Forum, World Comic i Planeta de Agostini Cómics). Actualment, opera a l'Argentina, Brasil, Colòmbia, Equador, Espanya, Mèxic, Portugal, Xile i Veneçuela.

## Còmic
El 1981, Planeta DeAgostini va començar a editar historietes (Grandes Héroes, La Espada Salvaje de Conan) amb l'assessoria de Mariano Ayuso. Un any més tard va constituir la divisió de Comics Forum, de la qual ja s'encarregaria Antonio Martín, per englobar els seus títols procedents de Marvel Comics.
El 1992 Planeta DeAgostini va reprendre la col·lecció "Relatos del Nuevo Mundo", que havia preparat Pedro Tabernero amb motiu del Cinquè Centenari del Descobriment d'Amèrica i va començar a obrir-se al manga amb la publicació d'obres famoses com Bola de Drac, Detectiu Conan i One Piece, entre d'altres.
Amb els anys, ha continuat sumant títols d'èxit i noves línies editorials, com la Línea Laberinto (1996-1999), dedicada a autors espanyols; "Colección BD", a la bande dessinée; "Biblioteca grandes del cómic", als clàssics, o la "Colección Trazado", a còmics de reconegut prestigi. Tot això sota la direcció de Jesús Pece fins al 2004. Amb Jaime Rodríguez com a director editorial (2004-2008) i tancada "Comics Forum" per la pèrdua dels drets de Marvel, es produeix la integració, des del 2005, dels materials procedents de DC Comics, Vertigo Comics i Mad.

## Planeta Cómic
Actualment, Planeta DeAgostini Cómics, s'ha incorporat a la divisió de segells editorials del Grupo Planeta, amb el nom de Planeta Cómic, tancant la seva etapa DeAgostini. Amb aquesta nova marca, segueix incorporant títols i fórmules editorials que el posicionen entre les primeres editores d'historietes d'Espanya, tant de còmic americà com europeu i japonès.

## Mangues publicats
Mangues publicats per Planeta Cómic.
- 20th Century Boys
- Adolf
- Appleseed
- Bastard!!
- Buda
- Cowa!
- Crying Freeman
- Detectiu Conan (amb edició en català)
- DNA²
- Doraemon (amb edició en català)
- Bola de Drac (amb edició en català)
- Dragon Half
- Dr. Slump (amb edició en català)[3]
- Chichi no komiyo
- Kozure Ōkami
- Rumiko no Sekai
- Hokuto no Ken
- Fénix (Hi no Tori)
- Ghost in the Shell
- GUNM
- I"s
- I·O·N
- Kamikaze Kaito Jeanne
- Kessaku Shū-P no higeki
- Last Order
- Lodoss War: La Dama de Faris
- Mai: la chica con poderes
- Maison Ikkoku
- Magic Kaito
- Man Machine Interface
- Monster
- My Hero Academia (amb edició en català)[4]
- Naruto (amb edició en català)
- No me lo digas con flores (Hana Yori Dango)
- One Piece
- One Pound Gospel
- Patlabor
- Ranma 1/2
- Redención
- Sand Land
- Santuario
- Strain
- Shin-chan (amb edició en català)
- Somos chicos de menta
- Time Stranger Kyoko
- Un manga, un romance
- Uno o Dos
- Uzumaki
- Video Girl Ai
- Yu-Gi-Oh!

Fonts: